# Palacio de Seteais
El Palacio de Seteais es un elegante palacio de color rosado en Sintra (Portugal). Se ha convertido actualmente en un hotel de lujo y un restaurante propiedad de la Sociedad Hotel Tivoli, fue construido en el siglo XVIII para el cónsul holandés, Daniel Gildemeester, en una porción de tierra cedida por el Marqués de Pombal. Localizado en Sintra, se erige en medio de un terreno accidentado, con vistas al mar y a la Sierra de Sintra. 
De arquitectura neoclásica, se encuentra dentro de los palacios reformados por la Burguesía. Destaca la entrada, con frontones triangulares, ventanas de guillotina y una escalera de dos brazos que entra hacia el interior en el sentido de la fachada secundaria. También se puede constatar la adaptación del palacio a la irregularidad del terreno, que se parece al Palacio de Pena. 
En el conjunto, existen dos cuerpos de planta compuesta — el ala izquierda, con planta en U, que se desenvuelve alrededor del patio interior, y el ala derecha, con planta rectangular. Las fachadas principales son simétricas, de dos registros. Las salas del ala izquierda están pintadas con frisos de flores y guirnaldas, destacando la Sala Pillement, con escenas figurativas y la Sala da Convenção, con alusiones marítimas mitológicas. 
En la última década del siglo XIX, el palacio fue ocupado por la familia aristocrática Salazar e Bragança, primos de la familia real. Cuando el príncipe João Fernando de Salazar e Bragança se lo ofrece de regalo de cumpleaños a su esposa alemana Pilar (nacida como Elizabeth). Esta princesa lo decoró con finos muebles franceses y austriacos. 
Después de la caída de la monarquía el palacio quedó abandonado y en 1946 fue adquirido por el estado Portugués.  En 1954 se convierte en hotel. El palacio forma parte del conjunto "Paisaje cultural de Sintra" declarado Patrimonio de la Humanidad por la Unesco en 1995.
Sobre este palacio Eça de Queirós escribió en su obra Os Maias que estaba abandonado.